# Pentanine
«Pentanine» — последний прижизненный альбом Пьера Мерлена. Записан в мае—июне 2002 года, выпущен на CD только осенью 2004 года. Переиздан для распространения в Европе фирмой Musea Records.

## Список композиций
1. «Flyin' High»
2. «Airway to Seven»
3. «Pentanine (Part I)»
4. «Au Chalet»
5. «Trip à la Mode»
6. «Réminiscence»
7. «Interlude»
8. «Classique»
9. «Lacheur»
10. «Bleu Nuit»
11. «Pentanine (Part II)»
12. «Montagnes Russes»
13. «Troyka»

Все композиции написаны Пьером Мерленом, кроме «Flyin' High» и «Interlude».
«Flyin' High», «Interlude», а также межтрековые «soundscapes» написаны Михаилом Огородовым

## Участники записи
- Пьер Мерлен (ударные, вибрафон, ксилофон, программирование),
- Аркадий Кузнецов (электрогитара),
- Алексей Плещунов (бас-гитара),
- Михаил Огородов (синтезаторы, рояль, перкуссия, блок-флейта, «подводный» голос),
- Александр Луцкий (труба).

Издатель: EMI Music London, UK, Мистерия Паблишинг.
- Художник: Александр Репьёв;
- Звукорежиссёр: Вадим «Десс» Сергеев;
- Сведение: Вадим «Десс» Сергеев и Михаил Огородов;
- Звукоинженеры-ассистенты: Борис Истомин, Юрий Богданов, Борис Исаев;
- Мастеринг: Владимир Овчинников (Москва).